# Sebourg
Sebourg (Nederlands: Seburg) is een gemeente in het Franse Noorderdepartement (Frans: département du Nord) (regio Hauts-de-France). De gemeente telde op 1 januari 2022 1.972 inwoners en maakt deel uit van het arrondissement Valenciennes. Sebourg grenst in het oosten aan België.

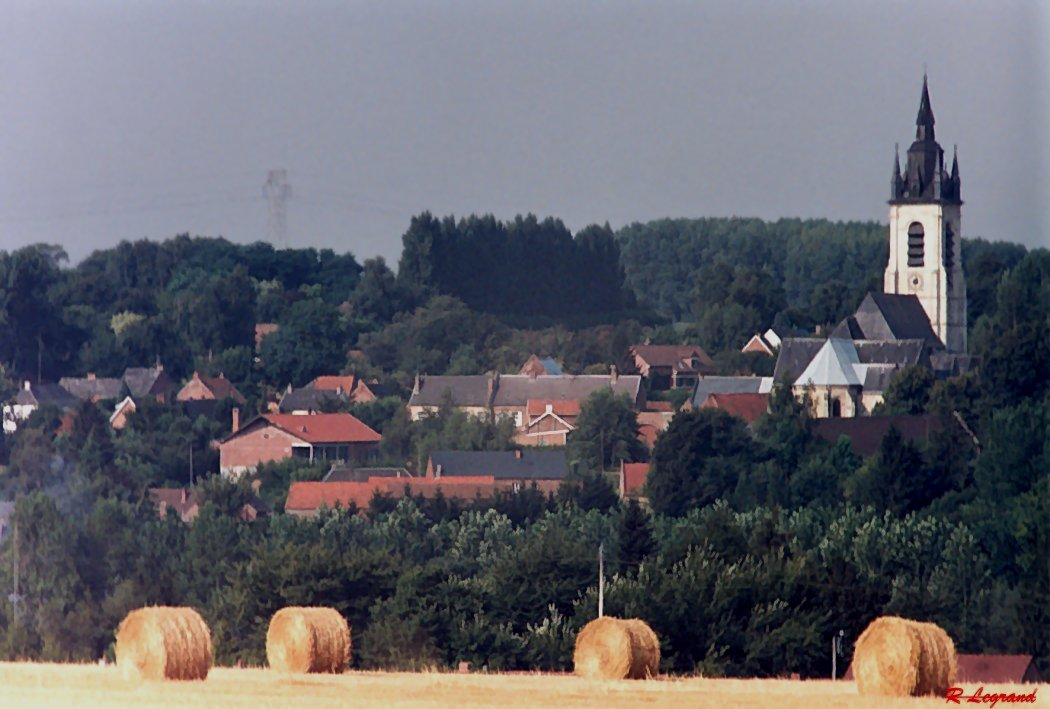
Zicht op Sebourg

## Geografie
De oppervlakte van Sebourg bedroeg op 1 januari 2022 14,23 vierkante kilometer; de bevolkingsdichtheid was toen 138,6 inwoners per km². Door de gemeente loopt de Aunelle. Het dorpscentrum van Sebourg ligt centraal in de gemeente. Ten noorden, stroomafwaarts langs de Aunelle, ligt het gehucht Sebourquiaux. In het zuidoosten ligt het gehucht Le Triez.

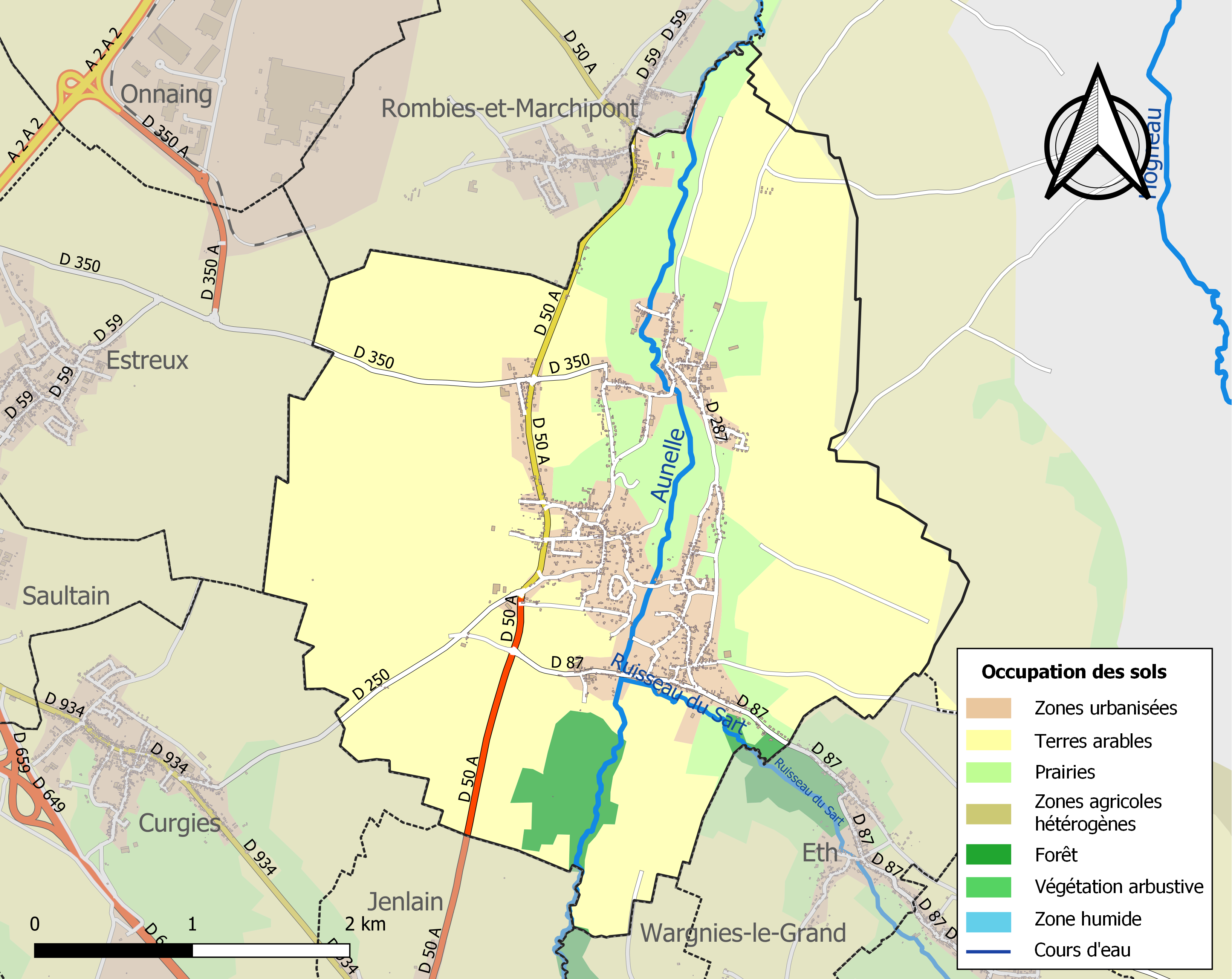
Kaart van de gemeente met belangrijkste infrastructuur, bodemgebruik en omliggende gemeenten

## Bezienswaardigheden

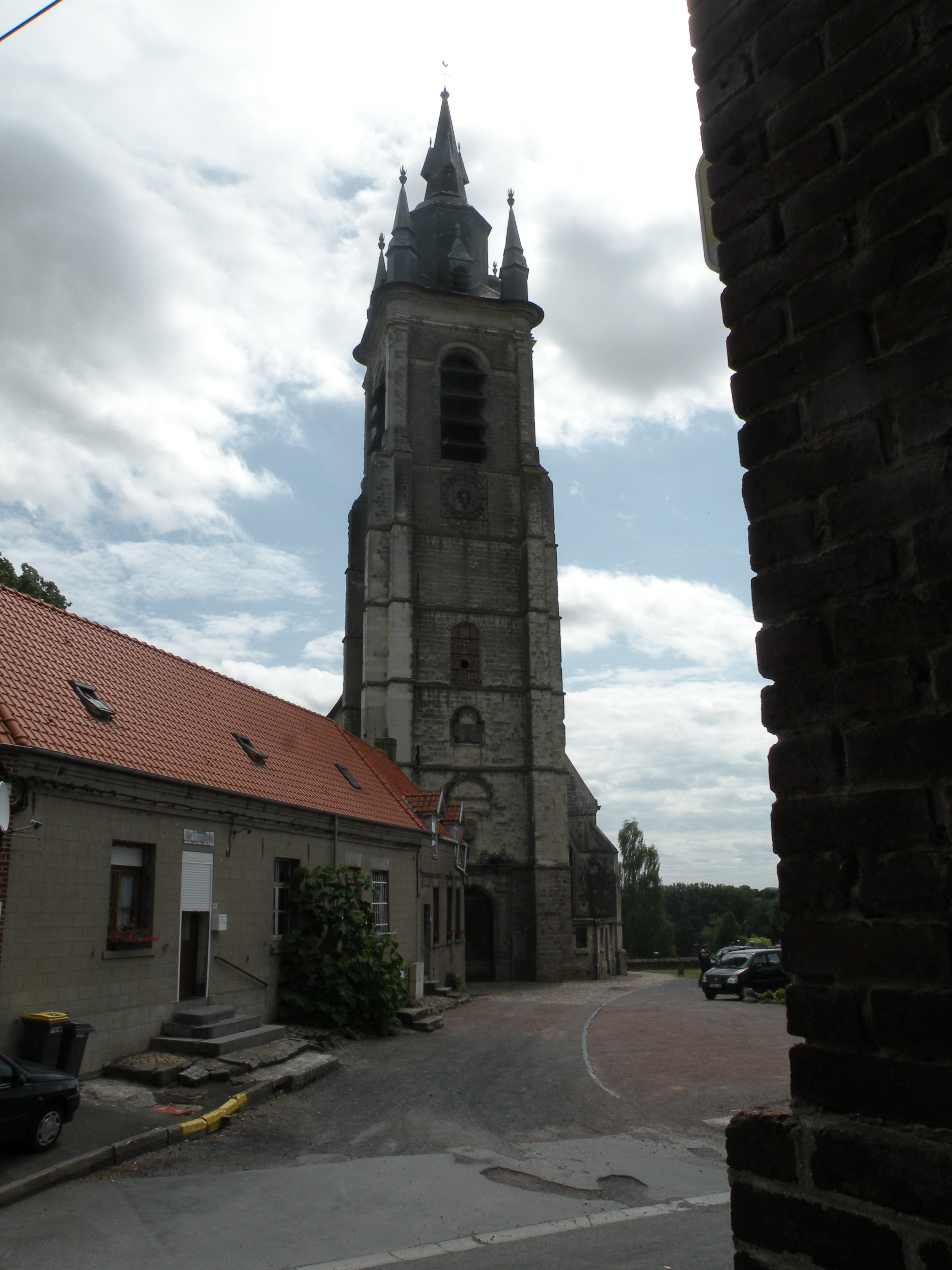
Église Saint-Martin (Saint-Druon)

- De Église Saint-Martin, waar ook de heilige Drogo van Seburg (Saint-Druon de Sebourg) wordt vereerd. De kerk werd geklasseerd als monument historique.
- Het Maison Verley, een huis uit 1971-1972 van de Hongaarse beeldhouwer Pierre Székely en architect Henri Mouette. Het werd ingeschreven en geklasseerd als monument historique.
- Sebourg British Cemetery is een Britse begraafplaats uit de Eerste Wereldoorlog, waar een 60-tal gesneuvelden rusten. Ook op de gemeentelijke Begraafplaats van Sebourg bevinden zich 19 Britse oorlogsgraven.
- De Moulin de Sebourg, een korenmolen op de Aunelle.

## Demografie
Onderstaande figuur toont het verloop van het inwonertal (bron: INSEE-tellingen).

## Bekende personen
- De heilige Drogo